# 尾崎侯
尾﨑 侯（おざき こう、1971年8月4日 - ）は、日本の元男子インドアバレーボール・ビーチバレーボール選手、現指導者。

## 来歴
青森県弘前市出身。弘前工業高等学校を卒業し、日本体育大学に進学。3年時にインカレ優勝を果たした。
その後、本格的にビーチバレーへ転向。1996年から1998年までは山本知寿とのペアで、1999年と2000年は森川太地とのペアで、ビーチバレージャパンを5連覇した。
2000年からは指導者として活動。
2017年からはトヨタ自動車ビーチバレーボール部コーチを務めた。
2025年1月、アランマーレ山形のコーチに就任。

## 指導歴
- イトーヨーカドープリオール
  - コーチ（2000年 - 2001年）
- 武富士バンブー
  - コーチ（2001年 - 2003年）
- 弘前学院聖愛高等学校
  - 監督（2003年 - 2005年）
- 武富士バンブー
  - コーチ（2006年 - 2009年）
- JTマーヴェラス
  - コーチ（2009年7月 - 2013年5月）
  - 監督（2013年6月 - 2015年5月）[6][7]
- トヨタ自動車ビーチバレーボール部
  - コーチ（2017年 - 2024年）
- アランマーレ山形
  - コーチ（2025年 - ）